# Defekt (Mathematik)
Der Defekt ist innerhalb der Mathematik ein Begriff aus dem Teilgebiet der linearen Algebra. Es handelt sich um eine Kardinalzahl, die man einer linearen Abbildung oder einer Matrix zuordnet.

## Definition für lineare Abbildungen
Seien {\displaystyle V} und {\displaystyle W} zwei endlichdimensionale Vektorräume, die Dimension von {\displaystyle V} sei {\displaystyle n}, die Dimension von {\displaystyle W} sei {\displaystyle m}. Sei weiter {\displaystyle f\colon V\to W} eine lineare Abbildung. Dann ist der Defekt dieser Abbildung als die Dimension des Kerns der Abbildung definiert, kurz 
{\displaystyle \operatorname {def} (f)=\operatorname {dim} (\operatorname {ker} (f))}.

## Defekt bei Matrizen
Eine Matrix {\displaystyle A\in \mathbb {K} ^{m\times n}} mit Elementen aus einem Körper {\displaystyle \mathbb {K} } kann als lineare Abbildung {\displaystyle f_{A}:\mathbb {K} ^{n}\to \mathbb {K} ^{m},x\mapsto Ax} interpretiert werden.
In diesem Sinne wird der Defekt der Matrix {\displaystyle A} durch
{\displaystyle \operatorname {def} (A):=\operatorname {def} (f_{A})}
definiert. Der Defekt von {\displaystyle A} ist also gleich der Dimension des Lösungsraums des homogenen linearen Gleichungssystems {\displaystyle Ax=0}.
Ist {\displaystyle A} die Nullmatrix, so ist {\displaystyle \operatorname {def} (A)} gleich der Spaltenzahl von {\displaystyle A}. Andernfalls ist {\displaystyle \operatorname {def} (A)} gleich der maximalen Anzahl von Spalten, die man so aus {\displaystyle A} streichen kann, dass die verkleinerte Matrix das gleiche Bild wie {\displaystyle A} hat. Die gestrichenen Spalten sind dann von den in der verkleinerten Matrix verbleibenden Spalten linear abhängig.

### Berechnung
Vor allem für die Handrechnung bei kleinen Matrizen eignet sich das gaußsche Eliminationsverfahren mit Zeilen- und Spaltentausch zur Bestimmung des Defektes.
Jede Matrix {\displaystyle A\in \mathbb {K} ^{m\times n}} lässt sich mit diesem Verfahren in eine äquivalente Matrix {\displaystyle {\bar {A}}} mit {\displaystyle {\bar {A}}_{i,j}=0} für {\displaystyle i>j} umformen, bei der mit einem {\displaystyle r\in \{0,\ldots ,m\}} die Diagonalelemente der ersten {\displaystyle r} Zeilen mit Nichtnullelementen besetzt sind und die übrigen Zeilen Nullzeilen sind ({\displaystyle r} ist der Rang der Matrix {\displaystyle A}). Der Defekt dieser Matrix ist dann {\displaystyle \operatorname {def} (A)=n-r} (das ist die Aussage des Rangsatzes).
Sei vorausgesetzt, dass {\displaystyle A} nicht die Nullmatrix ist.
Streicht man aus {\displaystyle A} diejenigen Spalten, die den Spalten {\displaystyle r+1,\ldots ,n} in der Matrix {\displaystyle {\bar {A}}} entsprechen (hierbei sind während des gaußschen Eliminationsverfahrens erfolgte Spaltenvertauschungen zu berücksichtigen), so hat die verkleinerte Matrix das gleiche Bild wie {\displaystyle A}. Beim Streichen weiterer Spalten (falls das möglich ist) verkleinert sich das Bild der Matrix.
Bei quadratischen Matrizen (also für {\displaystyle m=n}) ist der Defekt von {\displaystyle A} gleich der Anzahl der Nullzeilen in {\displaystyle {\bar {A}}}.
Numerisch stabiler, jedoch auch aufwendiger als das gaußsche Eliminationsverfahren ist die Bestimmung des Defektes einer Matrix mittels Singulärwertzerlegung.

### Beispiele
{\displaystyle A={\begin{pmatrix}1&2&3\\0&5&4\\0&10&2\end{pmatrix}}\sim {\bar {A}}={\begin{pmatrix}1&2&3\\0&5&4\\0&0&-6\end{pmatrix}}\Rightarrow n=3,r=3\Rightarrow \mathrm {def} (A)=0}
{\displaystyle A={\begin{pmatrix}1&2&3\\0&6&4\\0&3&2\end{pmatrix}}\sim {\bar {A}}={\begin{pmatrix}1&2&3\\0&6&4\\0&0&0\end{pmatrix}}\Rightarrow n=3,r=2\Rightarrow \mathrm {def} (A)=1,}
Ein Spaltentausch war nicht notwendig, also hat die Matrix
{\displaystyle {\begin{pmatrix}1&2\\0&6\\0&3\end{pmatrix}},}
die aus {\displaystyle A} durch Streichen der letzten Spalte entsteht, dasselbe Bild wie {\displaystyle A}.
{\displaystyle A={\begin{pmatrix}1&2&3\\4&5&6\end{pmatrix}}\sim {\bar {A}}={\begin{pmatrix}1&2&3\\0&-3&-6\end{pmatrix}}\Rightarrow n=3,r=2\Rightarrow \operatorname {def} (A)=1}
Spaltentausch war wiederum nicht notwendig, also hat diese Matrix das gleiche Bild wie
{\displaystyle {\begin{pmatrix}1&2\\4&5\end{pmatrix}}.}
{\displaystyle A={\begin{pmatrix}1&2\\3&4\\5&6\end{pmatrix}}\sim {\bar {A}}={\begin{pmatrix}1&2\\0&-2\\0&0\end{pmatrix}}\Rightarrow n=2,r=2\Rightarrow \operatorname {def} (A)=0}

## Rangsatz
Hauptartikel: Rangsatz
Der Rangsatz zeigt einen Zusammenhang zwischen dem Defekt und dem Rang {\displaystyle \operatorname {rg} (f)} einer linearen Abbildung {\displaystyle f\colon V\to W}.
{\displaystyle \dim V=\operatorname {def} (f)+\operatorname {rg} (f)}